# 1264 års komet
1264 års Stora Komet (C/1264 N1) var en av historiens ljusstarkare kometer.
Den blev synlig i juli 1264 och förblev synlig fram till slutet av september. När den upptäcktes gick den att se efter solnedgången, men det var några veckor senare när den passerat solen och dök upp på morgonhimlen, som den bjöd på ett riktigt skådespel. Dess långa svans dök upp långt före gryningen.
I slutet av augusti och början av september var kometen som ljusstarkast. När komethuvudet just dök upp över horisonten i öster, sträckte sig svansen nästan 100° över himlen. Det innebar att kometsvansen täckte drygt halva himlens längd.
Tidens krönikörer noterade en rad anmärkningsvärda händelser som inträffade i Europa under dessa månader. Framför allt förknippades kometen med påven Urban IV:s död. Påven skulle ha insjuknat samma dag som kometen upptäcktes och dött exakt när den försvann den 3 oktober 1264. Det sades att den håriga stjärnan (ett uttryck som härrör från Aristoteles) orsakade hans sjukdom och stack sin väg när uppdraget var slutfört.
Kometen observerades också i Kina. Beskrivningar därifrån stämmer väl överens med observationerna i Europa.

## Påståenden

### Samband med 1556 års stora komet
Astronomer har spekulerat om att 1556 års stora komet och 1264 års stora komet är samma komet.
Alexandre Guy Pingré, som i sin Cométographie (1783) kallar 1264 års komet en "stor och firad komet", beräknade kometens paraboliska bana och fann stora likheter med 1556 års komet. Pingré konstaterar:
”Det är mycket troligt att det rör sig om samma komet; dess periodiska bana är ungefär 292 år; och dess återkomst kan följaktligen beräknas till ungefär 1848.”
I On the expected return of the great comet of 1264 and 1556 skriver John Russell Hind:
“My calculations relating to the Comet have been pretty extensive, and I have not omitted to examine closely all the circumstances recorded respecting it. The conclusion at which I have arrived is this — that there is a very high probability in favour of the supposed identity of the Comets of 1264 and 1556.”
Emellertid blev väntan på kometens återkomst lång. 1877 summerar slutligen Amédée Guillemin:
”Dess återkomst var väntad 1848. ’Men 1849, 1850, 1851 och 1852 passerade och den stora kometen vägrade visa sig!’ ... Storslagna kometer dök upp 1858, 1861 och 1862, men 1556 års stora komet återvände inte. Kometen från 1264 och 1556 måste anses förlorad; och om det bara var olyckliga omständigheter som gjorde att den inte blev observerad, och den skulle dyka upp igen, så är det våra ättlingar på 2100-talet som får fira dess återkomst.”

### Månkometen
Riktigt märkliga är de påståenden om 1264 års komet som finns i boken ”Der Kleine Kosmos” av J. W. Schmitz (1852). Kometen tillskrivs där som en av otaliga passager av den s.k. Månkometen. Det är en komet som sägs ha förmörkat månen vid ett flertal tillfällen när den passerat mellan jorden och månen. Fastän full av märkligheter har boken ett källkritiskt intresse av stora mått.